# Tommy Ridgley
Tommy Ridgley (1925-1999) est un chanteur de rhythm and blues américain, né et décédé à La Nouvelle-Orléans en Louisiane.

## Carrière
Tommy Ridgley commence sa carrière en enregistrant pour Imperial Records, à l'instigation de Dave Bartholomew. En 1952, il enregistre le titre Looped, nerveux et annonciateur du rock 'n' roll. Au cours des années 1950, il change fréquemment de maison de disques, passant par Decca Records, Atlantic Records Herald Records.
Il reste actif dans sa ville natale jusqu'à peu avant son décès, ayant enregistré pour des labels locaux, tels que Ric ou Ronn.

## Discographie

### Singles
- Looped, imperial

### Compilations
- Tommy Ridgley, 1949-1954 (Classics rhythm and blues series)